# Poikajärvi (sjö, lat 66,67, long 25,80)
Poikajärvi är en sjö i Finland. Den ligger i kommunen Rovaniemi i landskapet Lappland, i den norra delen av landet, 700 km norr om huvudstaden Helsingfors. Poikajärvi ligger 121 meter över havet. Den är 12,5 meter djup. Arean är 1,65 kvadratkilometer och strandlinjen är 8,09 kilometer lång. Sjön  ingår i Kemi älvs huvudavrinningsområde. 